# ثيوكبريتات

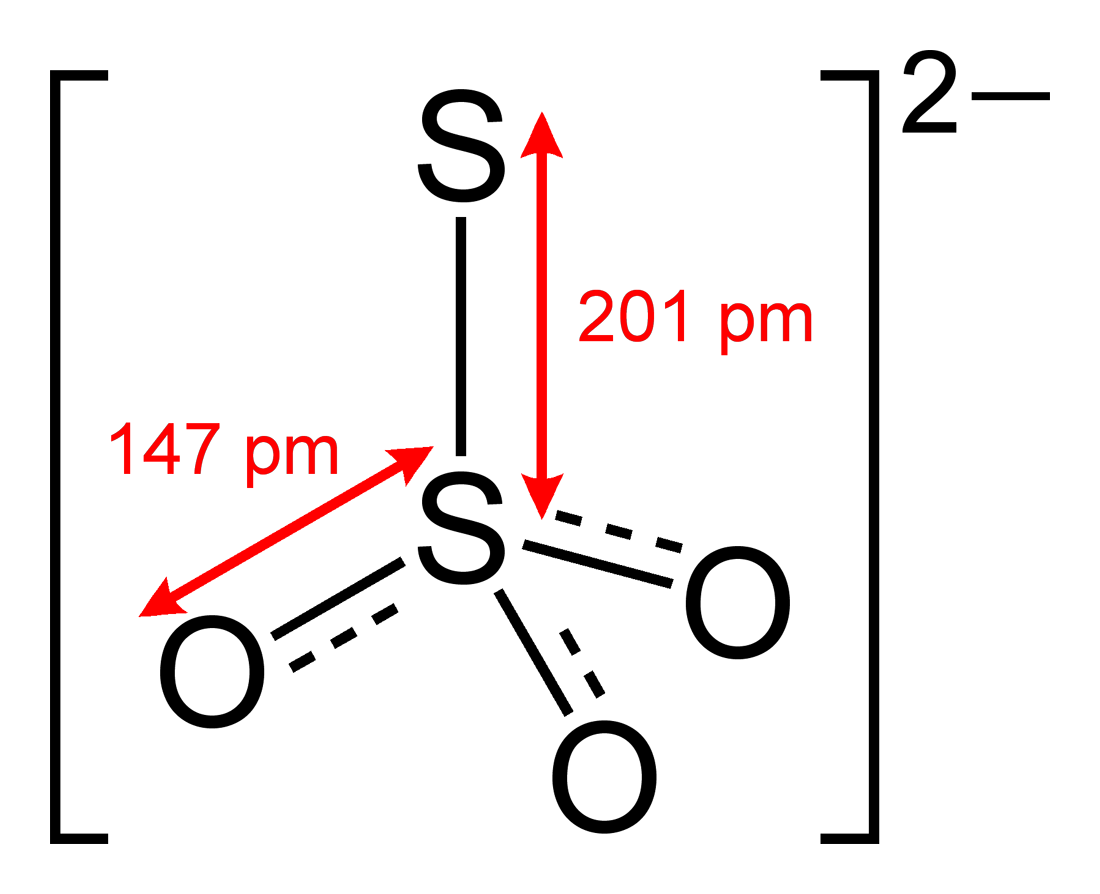
بنية أنيون الثيوكبريتات

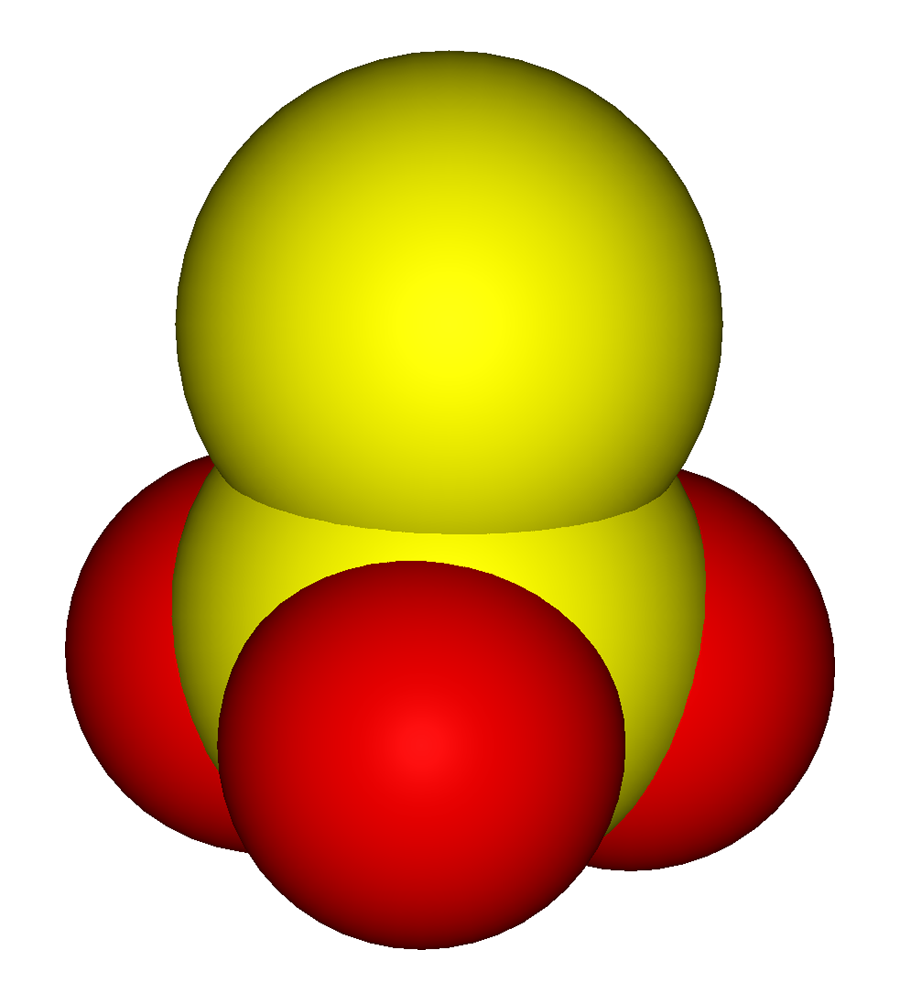
نموذج ملء الفراغ لتمثيل أنيون الثيوكبريتات

ثيوكبريتات (أو ثيوسلفات) عبارة عن مجموعة وظيفية من الكبريت والأكسجين على شكل أنيون له الصيغة الجزيئية S2O3−2. تعد الثيوكبريتات أملاح حمض الثيوكبريتيك H2S2O3.
تشير السابقة ثيو في الكلمة إلى حلول ذرة كبريت محل ذرة أكسجين في أيون الكبريتات.

## الخصائص
- لأنيون الثيوكبريتات بنية جزيئية رباعية السطوح لها تناظر من النمط C3v.
- لأنيون الثيوكبريتات خصائص اختزالية قوية، حيث يزيل الكلور بشكل فوري من الماء، كما كان يستخدم لإيقاف عملية التبييض (القصر) في صناعة الورق.

## الاستخدامات
- يستخدم أنيون ثيوكبريتات ككاشف في المعايرة اليودية.
- يستخدم أنيون ثيوكبريتات في صهر فلز الفضة، وفي إنتاج البضائع الجلدية، ومن أجل تثبيت الأصبغة في صناعة النسيج.
- استخدمت أملاح الثيوكبريتات المختلفة من أجل تثبيت النيغاتف الأبيض والأسود أثناء تحميض الأفلام، مع العلم أن ثيوكبريتات الأمونيوم أسرع بحوالي ثلاث إلى أربع مرات من ثيوكبريتات الصوديوم.[3]

## اقرأ أيضاً
- كبريتات